# 但澤之圍 (1734年)
但澤之圍是指俄國軍隊於波蘭王位繼承戰爭（1733年～1738年）中對波蘭城市但澤（格但斯克）所進行的圍城戰。這場戰役是法國參與戰爭以來首次與俄國軍隊交鋒。
波蘭國王斯坦尼斯瓦夫·萊什琴斯基在波蘭國內並未能夠取得支持，加上俄軍奪取了華沙，所以逃奔到但澤。斯坦尼斯瓦夫與其黨羽（包括海盜及法國和瑞典公使）挖掘戰壕防衛，等候法國的援軍。1734年2月22日，陸軍元帥彼得·彼得罗维奇·拉西率領的20,000名俄軍，在他们所支持的薩克森選侯奧古斯特于華沙登基為王後，開始包圍但澤。
1734年3月17日博克哈德·克里斯托弗·馮·慕尼黑元帥取代了彼得·彼得罗维奇·拉西。5月20日，法軍艦隊終於到達，包括三艘戰列艦，兩艘巡防艦，包括裝有60門火炮的花环號和46門火炮的光荣號。艦隊駛往维斯特布拉德讓2,400名法軍登岸。一星期後，這批法軍嘗試向俄軍陣地猛攻，可是進攻失敗。加上6月1日海軍上將托马斯·戈登率領的俄軍艦隊到達助戰，戰況迫使守軍投降。俄軍艦隊包括裝有100門火炮的戰列艦「彼得一世及彼得二世號」、32門火炮的巡防艦「俄羅斯」及Mitau號，在早前一場與法艦隊的遭遇戰中，Mitau號被俘。6月30日，損失了八千人，整整圍城135日的俄軍，終令但澤守軍無條件投降。但澤遭受到重大破壞，並需要交付大量賠款。
萊什琴斯基偽裝成為農民，於但澤投降前兩天設法逃脫了。後來他在哥尼斯堡露面，並向黨羽發表宣言，成立聯邦，自己成為代表，並派遣使者到巴黎，請求法王指派最少四萬人入侵薩克森。在烏克蘭，米科瓦伊·波托茨基伯爵湊合了50,000人支持萊什琴斯基，但最終被俄軍瓦解。

## 其他連結
- 但澤1660年-1793年的歷史（页面存档备份，存于）